# Deileptenia dembowskiaria
Deileptenia dembowskiaria är en fjärilsart som beskrevs av Charles Oberthür 1880. Deileptenia dembowskiaria ingår i släktet Deileptenia och familjen mätare. Inga underarter finns listade i Catalogue of Life.